# Жирардовський повіт
Жирардовський повіт (пол. powiat żyrardowski) — один з 37 земських повітів Мазовецького воєводства Польщі.
Утворений 1 січня 1999 року в результаті адміністративної реформи.

## Загальні дані
Повіт знаходиться у західній частині воєводства.
Адміністративний центр — місто Жирардув.
Станом на 1.01.2008 населення становить 74 917 осіб, площа 532,61 км².

## Демографія
Демографічні дані повіту станом на 30.06.2005:
|       | Всього | Всього | Жінки  | Жінки | Чоловіки | Чоловіки |
| ----- | ------ | ------ | ------ | ----- | -------- | -------- |
|       | осіб   | %      | осіб   | %     | осіб     | %        |
| Повіт | 74 697 | 100    | 38 935 | 52,1  | 35 762   | 47,9     |
| Міста | 47 593 | 100    | 25 342 | 53,2  | 22 251   | 46,8     |
| Села  | 27 104 | 100    | 13 593 | 50,2  | 13 511   | 49,8     |